# 1. ŽNL Krapinsko-zagorska
1. ŽNL Krapinsko-zagorska je liga 6. stupnja nogometnih natjecanja u Hrvatskoj. U ovoj ligi prvoplasirani klub prelazi u viši rang – 4. NL Središte Zagreb – podskupina A, a posljednjeplasirani ispada u 2. ŽNL. Klubovi koji nastupaju u ovoj ligi su s područja Krapinsko-zagorske županije. 1. ŽNL Krapinsko-zagorska je sljednica bivše 1. zagorske lige.

## Dosadašnji prvaci
| sezona           | rang | klubova | pobjednik                          |
| ---------------- | ---- | ------- | ---------------------------------- |
| 1995./96.        | V.   | 14      | Zagorski Bojovnik 7 Novi Golubovec |
| 1996./97.        | V.   | 10      | Predionica Klanjec                 |
| 1997./98.        | V.   | 12      | Predionica Klanjec                 |
| 1998./99.        | IV.  | 14      | Oštrc Zlatar                       |
| 1999./00.        | IV.  | 14      | Regeneracija Mladost Zabok         |
| 2000./01.        | IV.  | 14      | Oštrc Zlatar                       |
| 2001./02.        | IV.  | 14      | Stubica 1926 (Donja Stubica)       |
| 2002./03.        | IV.  | 14      | Tondach Bedekovčina                |
| 2003./04.        | IV.  | 14      | Tondach Bedekovčina                |
| 2004./05.        | IV.  | 14      | Predionica Klanjec                 |
| 2005./06.        | IV.  | 14      | Schiedel Novi Golubovec            |
| 2006./07.        | V.   | 14      | Gaj Mače                           |
| 2007./08.        | V.   | 14      | Inkop Poznanovec                   |
| 2008./09.        | V.   | 14      | Gaj Mače                           |
| 2009./10.        | V.   | 14      | Gaj Mače                           |
| 2010./11.        | V.   | 14      | Mladost Zabok                      |
| 2001./12.        | V.   | 14      | Rudar Dubrava Zabočka              |
| 2012./13.        | IV.  | 14      | Zagorec Krapina                    |
| 2013./14.        | IV.  | 14      | Mladost Zabok                      |
| 2014./15.        | V.   | 14      | Stubica (Donja Stubica)            |
| 2015./16.        | V.   | 14      | Tondach Bedekovčina                |
| 2016./17.        | V.   | 14      | Inkop Poznanovec                   |
| 2017./18.        | V.   | 14      | Tondach Bedekovčina                |
| 2018./19.        | V.   | 14      | Straža Hum na Sutli                |
| 2019./20. ↓19/20 | V.   | 14      | Rudar Mihovljan                    |
| 2020./21.        | V.   | 14      | Golubovec (Novi Golubovec)         |
| 2021./22.        | V.   | 12      | Rudar Dubrava Zabočka              |
| 2022./23.        | VI.  | 12      | Ivančica Zlatar Bistrica           |
| 2023./24.        | VI.  | 10      | Klanjec                            |
| 2024./25.        | VI.  | 10      | Jedinstvo Sveti Križ Začretje      |

Kategorija:1. ŽNL Krapinsko-zagorska 

Kategorija:Sezone četvrtog ranga HNL-a 

Kategorija:Sezone petog ranga HNL-a 

Kategorija:Sezone šestog ranga HNL-a 

Napomene: 

↑19/20  – u sezoni 2019./20. prvenstvo prekinuto nakon 13. kola zbog pandemije COVID-19 u svijetu i Hrvatskoj

## Vanjske poveznice
- Nogometni savez Krapinsko-zagorske županije  Arhivirana inačica izvorne stranice od 16. studenoga 2016. (Wayback Machine)
- NS Krapinsko-zagorske županije, 2. ŽNL  Arhivirana inačica izvorne stranice od 24. srpnja 2017. (Wayback Machine)